# Monomiktično jezero
Monomiktično jezero je holomiktično jezero, ki se meša od zgoraj navzdol v enem obdobju mešanja vsako leto. Monomiktična jezera lahko razdelimo na hladna in topla.

## Hladna monomiktična jezera
Hladna monomiktična jezera so tista, ki so večji del leta prekrita z ledom. Med kratkim poletjem površinske vode ostanejo pri ali pod 4 °C. Led pozimi preprečuje mešanje vode teh jezer. Poleti ta jezera nimajo izrazite toplotne stratifikacije in se temeljito premešajo od zgoraj navzdol. Ta jezera so značilna za regije s hladnim podnebjem (npr. večji del Arktike). Primer hladnega monomiktičnega jezera je Veliko medvedje jezero v Kanadi.

## Topla monomiktična jezera
Topla monomiktična jezera so tista, ki nikoli ne zamrznejo in so termično razslojena večji del leta. Razlika v gostoti med toplimi površinskimi vodami (epilimnion) in hladnejšimi vodami na dnu (hipolimnion) preprečuje mešanje teh voda poleti. Pozimi se površinske vode ohladijo na temperaturo, ki je enaka temperaturi spodnjih voda. Zaradi pomanjkanja pomembne toplotne stratifikacije se ta jezera vsako zimo temeljito premešajo od zgoraj navzdol. Ta jezera so široko razširjena od zmernih do tropskih podnebnih območij. Eden od primerov je Modro jezero / Warwar v Južni Avstraliji, kjer se sprememba kroženja nakazuje z osupljivo spremembo barve.

## Toplotna in gostotna stratifikacija
Identifikacija in kategorizacija monomiktičnih jezer temelji na nastanku tako epilimniona (toplejša, manj gosta voda) kot hipolimniona (hladnejša, bolj gosta voda), ločenih s termoklino večino leta. Razločno ločevanje teh plasti vodnega stolpca se skupaj imenujejo toplotni in gostotni sloji. Toplotna in gostotna stratifikacija je kritičen dejavnik, ki vpliva na sestavo vodnega stolpca. Sestava se pogosto nanaša na prisotnost ali pomanjkanje hranil in organizmov. V hladnih in toplih monomiktičnih jezerih sta epilimnij in hipolimnij večji del leta ločena. V toplih monomiktičnih jezerih je voda v enotni, tekoči obliki; v hladnih monomiktičnih jezerih telo vsebuje plast ledu in ima nižjo temperaturo. Spodaj so raziskani pomisleki in rešitve, ki se nanašajo na topla in hladna monomiktična jezera.

## Disperzija hranil
Ker so topla monomiktična jezera v celoti tekoča, imajo toplejše temperature in so zelo produktivna, poletna stratifikacija običajno povzroči evtrofikacijo. Ta poletna stratifikacija je še posebej dolga v toplih monomiktičnih jezerih. Med evtrofikacijo se v jezeru na nasprotnih, navpičnih koncih vodnega stolpca proizvajajo in izčrpajo presežne hranilne snovi. To pa narekuje rast in zorenje populacij organizmov, ki težijo k vplivanju na raven kisika in hranil v vodi. V toplih monomiktičnih jezerih toplotna stratifikacija povzroči pomanjkanje kisika v hipolimnionu; pomanjkanje mešanja preprečuje vnos kisika iz ozračja v vodo. Ta ukrep je znan kot raztopljeni kisik (DO). Ko je DO v hipolimnionu znižan, prevladujejo hranila, kot so amonij, nitrat in fosfat. Ko so ravni kisika izredno nizke, se voda šteje za hipoksično in ne more podpirati številnih oblik življenja. Pomanjkanje kisika omejuje tudi naravne kemične procese, kot je pretvorba amonija v nitrat.
Za ohranitev rasti rastlin je potrebna mešanica amonija in nitratov; prevelika količina amonija je povezana s slabo rastjo in produktivnostjo rastlin. Prevelika vsebnost amonija v jezeru kaže tudi na anaerobne in kisle razmere. To pomanjkanje kisika spremeni oksidacijsko-redukcijski potencial (ORP) jezera. Višji kot je ORP jezera, višje so ravni kisika v vodi. Idealna območja so med 300 in 500 milivoltov. V idealnem primeru višje ravni kisika pomagajo rezidenčnim bakterijam in mikroorganizmom pri razgradnji organskih snovi in razpršitvi potrebnih hranil v vodnem stolpcu. Nasprotno pa nizek ORP in nizek kisik spodbujata sproščanje fosforja v usedlinah preko difuzije vzdolž koncentracijskih gradientov skozi proces, znan kot notranja obremenitev. Povečanje fosforja, amonija in nitratov lahko skupaj povzroči nastanek strupenih cvetov alg. Takšno cvetenje ustvari pozitivno povratno zanko izčrpavanja hranil in kisika ter poznejšega sproščanja hranil, potrebnih za podporo njihove nadaljnje rasti. Evtrofikacija je lahko naravni in antropološki proces; antropogeni vnosi so običajno preko kanalizacije in odpadne vode ali erozije in odtoka kmetijskih tal.

## Boj proti evtrofikaciji
Precej nova hipoteza je povezava med časom zadrževanja vode in sezonsko stratifikacijo v monomiktičnih jezerih, ki vodi v evtrofikacijo. Podaljšan čas zadrževanja povzroči daljša obdobja stratifikacije, zmanjšano mešanje vode in povečano evtrofikacijo v epilimnionu. Nekateri predlagajo razvoj intervencij, prilagojenih jezerom, da bi zmanjšali te razmere. Takšna personalizacija se nanaša na manipulacijo časa zadrževanja v jezeru za boj proti notranji obremenitvi in evtrofikaciji z zmanjšanjem dolžine časovnega obdobja stratifikacije. Trenutni modeli uporabljajo preusmeritev vodnega toka v in iz monomiktičnih jezer za pomoč pri prevrnitvi in fizičnem "izplakovanju" fitoplanktona in odvečnih hranil. Dokazano je, da takšne metode skrajšajo čas zadrževanja in razslojevanje po dnevih. Čeprav so ti časovni okviri po obsegu omejeni, kažejo potencial za podaljšanje za boljše rezultate v prihodnjih študijah in različnih modelih jezer.
Cilj hipolimnetične aeracije (prezračevanje) in oksigenacije je neposredno obravnavati znižane ravni DO v danem jezeru, kar vodi v evtrofikacijo. S povečanjem ravni kisika v hipolimnionu želimo povečati ORP in zmanjšati stopnjo in incidenco notranje obremenitve. Aeratorji se uporabljajo za dovajanje kisika, čistega ali atmosferskega, neposredno v vodni stolpec. To je posebej drag poseg glede na električne zahteve, potrebne za napajanje takšne opreme. Zaradi teh stroškov so ti aeratorji precej nevzdržni, saj so ekonomsko dragi, proizvodnja električne energije pa ima lahko okoljske posledice. Dokazane so tudi ekološke grožnje. Uporaba aeratorjev je povezana s povečano razširjenostjo bolezni plinskih mehurčkov med ribami. Vendar imajo drugi organizmi, kot so zooplankton in ribe, koristi od tega procesa, saj povečane aerobne razmere širijo svoje ozemlje v jezeru.
Hipolimnetični odvzem vključuje odvzem vode iz evtrofnega jezera na hipolimnionu na vrhovih sezonske stratifikacije. Ta voda se odstrani, da se posredno odstrani fosfor. Po dodajanju te vode nazaj v hipolimnion je rast cianobakterij omejena. Ta dodatek hipolimnionu tudi zmanjša mešanje vodnega stolpca in razpršitev hranil za hranjenje epilimnijskih alg. Fizično odstranjevanje vode je lahko pasivno ali aktivno in je običajno omejeno na zmanjšanje vpliva kakovosti na nivo vode. Ta voda se lahko izpusti tudi dolvodno in ima lahko neželene učinke. Voda nizke kakovosti, bogata s toksini in hranili, odstranjena iz hipolimniona, ko se prenese v druga jezera, lahko destabilizira njihove vodne stebre. V nekaterih primerih se lahko pri jezerih, obdelanih s hipolimnetičnim odvzemom, pojavi tudi neželeno znižanje nivoja vode in splošno povišanje povprečne temperature vode, čemur sledi mešanje.
Nazadnje, poglabljanje usedlin se nanaša na neposredno zbiranje in odstranjevanje usedlin na dnu jezera. Namen odstranitve zgornje plasti usedline je odstraniti organske snovi, ki vsebujejo nezaželena hranila. Ta metoda ima merljive učinke na bentoške organizme. Obnova bentoških organizmov, odstranjenih s poglabljanjem, lahko traja do tri leta. Takšni organizmi so bistveni za kroženje hranil v jezerih in vodnih okoljih.

## Sprememba podnebja
Največji dejavnik, ki nadzoruje temperaturo vode v danem jezeru, je temperatura zraka. Trenutne spremembe in trendi globalnih temperatur skozi vse leto so velika grožnja za vodne ekosisteme. Sedanje študije potrjujejo, da kombinacija povišanih temperatur zraka in zmanjšanih padavin vpliva na plitva, monomiktična jezera. Zlasti se lahko poveča njihovo mešanje; to mešanje prispeva k povečanemu razprševanju hranil, anoksičnim pogojem in cvetenju alg. V južnih regijah se lahko tudi poveča slanost. Topla monomiktična jezera, ki so doživela zgodovinsko tople zime, kažejo večjo toplotno stabilnost. Ta stabilnost zmanjša interakcije mešanja in oksigenacijo vode. Poleg tega lahko hladna monomiktična jezera doživijo manj hladne razmere vse leto, kar povzroči povečano mešanje in spremembe toplotne stratifikacije, ki sicer niso vidne.

## Primeri monomiktičnih jezer
- Jezero Alchichica, Puebla, Mehika
- Modro jezero / Warwar, blizu gore Gambier v regiji Limestone Coast v Južni Avstraliji
- Jezero Dal, Šrinagar, Indija
- Galilejsko jezero, Izrael
- Jez Hartbeespoort, Republika Južna Afrika
- Isik Kul, Kirgizistan
- Jezero Kasumigaura, Japonska
- Manasbal (jezero), Indija
- Mono (jezero), ZDA - pred letom 1941 preusmeritve vode
- Okanagan (jezero), Britanska Kolumbija, Kanada
- Jez Roodeplaat, Republika Južna Afrika
- Jezero Sélingué, Gvineja
- Surinsar (jezero), Indija
- Titikaka, Peru, Bolivija
- Turkansko jezero, Kenija, Etiopija
- Veliko medvedje jezero, Kanada